# Carlos Walter Rojas
Carlos Walter Rojas (Pitalito, 5 de octubre de 1965) es un fotógrafo, guionista y director de cine de origen colombiano.

## Biografía
Nació y vivió sus primeros años en Pitalito, al sur de Colombia. Estudió Comunicación Social en la Universidad de La Sabana de Bogotá y se graduó en la Escuela Internacional de Cine y Televisión de San Antonio de Los Baños, Cuba. Es especialista en Estudios para la Paz y el Desarrollo por la Universidad Jaime I, de Castellón España, y Gestor del Patrimonio Cultural por la Escuela Europea de Negocios. Adicionalmente ha sido alumno de guion y realización cinematográfica en talleres impartidos por Francis Ford Coppola, George Lucas, Jean-Claude Carrière, Gabriel García Márquez, Raúl Ruiz, Luis Ospina, Alfredo Bryce Echenique, José Sanchis Sinisterra, Lola Mayo y Javier Rebollo, entre otros.
Ha sido libretista y realizador del programa “Hablemos de Música”, de Caracol Radio de Colombia; reportero gráfico, corresponsal y redactor de planta de la Revista Cromos de Bogotá; argumentador y guionista en el Escritorio Cinematográfico de Gabriel García Márquez, en los Estudios Churubusco Azteca de México; guionista, realizador y editor en la Unidad de Televisión del Ministerio de Cultura de Colombia; profesor de la Facultad de Artes Integradas de la Universidad del Valle, de Cali Colombia; y director de la Unidad de Televisión de la Comisión Vida, Justicia y Paz, de la Arquidiócesis de Cali, bajo la dirección del asesinado obispo Isaías Duarte Cancino.
En el campo estrictamente audiovisual su nombre figura en los créditos de guionista y editor de la serie documental “El Bus”, del Canal Señal Colombia (1993); guionista del largometraje “Derecho de Asilo”, de Octavio Cortázar, (1994); guionista del largometraje “Capítulo 66”, de Raúl Ruiz y Luis Ospina (1994); guionista de 3 capítulos de la serie “Mi Tierra”, de Tutor América para Televisión Española (1995); editor del documental “Ilusiones de radio”, de Priscila Padilla (1995); director de la serie documental “Tierra Posible”, del Ministerio de Cultura de Colombia y el PNUD (1997); director de la serie documental “Lo propio”, del Ministerio de Cultura de Colombia (2000).
Desde el año 2001 ha sido guionista y programador de varios proyectos multimedia de carácter artístico y educativo, entre ellos la redacción y dirección del proyecto Xicoteta Sofia, enciclopedia ilustrada para niños en lengua Valenciana, patrocinado por la Consejería de Educación de la Generalidad Valenciana.
Ha realizado exposiciones fotográficas en Colombia; Estados Unidos; Italia y España. Algunas de sus fotografías ilustran el libro “Colombia, imágenes y realidades”, de la Fundación Dos Mundos y la Oficina del Alto Comisionado de las Naciones Unidas para los Derechos Humanos.
Sus trabajos audiovisuales se han visto en distintos festivales y muestras como: Toronto Film Festival, Rótterdam Film Festival, Centro Georges Pompidou de París, New York Latino Film Festival, Festival del Nuevo Cine Latinoamericano de La Habana, Festival Internacional de Cine de Cartagena de Indias, Museo de Arte Moderno de São Paulo Brasil, entre otros.
En 1994 el Festival de Cine Latinoamericano de Bogotá premió su trabajo “Palabras de Mujer” como mejor película. En 1997 su ciudad natal le otorgó la Medalla “Ciudad de Pitalito” como reconocimiento a su trabajo artístico.[cita requerida]

## Filmografía como realizador

### Cortometrajes
- Lágrimas al desayuno (1988)[5]
- Palabras de Mujer (1989)
- A fuego lento (1990)

### Mediometrajes y largometrajes
- Capítulo 66 (1993)
- Cine a la lata (serie de televisión) (1992–1994)
- Derecho de Asilo (1993)
- El oficio de la sal (1998)
- Semillas de paz en campo minado (1997)
- Mañana fue la guerra (1997)
- Más allá del perdón (1997)
- En la escuela de Mulatos (1998)
- Campos de libertad (1998)
- El ardiente verano de la juventud (1998)
- Pitalito: tierra y memoria (1998)
- Una casa para todos (1999)
- Pitalito: tierra y memoria (1999)
- Mono, punto, cadeneta (1999)[6]
- La embarrada (1999)[7]
- Otoño es para renacer (2000)
- Las 7 paradas (2020)